# Solenocera acuminata
Solenocera acuminata är en kräftdjursart som beskrevs av Pérez Farfante och Bullis 1973. Solenocera acuminata ingår i släktet Solenocera och familjen Solenoceridae. Inga underarter finns listade i Catalogue of Life.